# 藤澤勇
藤澤 勇（ふじさわ いさむ、1987年10月12日 - ）は、日本の競歩選手。長野県中野市出身。山梨学院大学商学科卒業後、ALSOKに所属している。

## 経歴
中野実業高校の1年後輩にリオデジャネイロオリンピック50km競歩銅メダリストの荒井広宙がいる。山梨学院大学に進学し、2009年の世界選手権で29位に入った。
卒業後はALSOKに入社した。2012年に日本選手権で優勝し、ロンドンオリンピックの代表に選ばれ18位となり、2015年の世界選手権では13位だった。
2016年には、2大会連続となるリオデジャネイロオリンピック代表に選ばれ21位となった。
2021年7月16日、所属先を通じて現役引退を発表した。
平成24年度長野県スポーツ栄誉賞個人受賞者。